# 何処へ (石坂洋次郎の小説)
『何処へ』（いずこへ）は、石坂洋次郎の小説である。作品は1939年に発表。1964年と1966年に映画化（1967年には『続・何処へ』のタイトルで映画化）、テレビドラマは1960年に『百万人の劇場』、1964年に『日産スター劇場』の枠でそれぞれ単発放送、1966年には連続ドラマ化、1973年にはNHK総合テレビの『銀河テレビ小説』の枠でそれぞれ放送された。

## 内容
主人公・伊能琢磨は、大学を卒業してすぐ、東北地方の小さな町に赴任して来た若い高校教師。彼を取り巻く生徒たちや父兄たち、そして町の芸者や下宿の娘ら若い女性たちとの出会いとふれあいなどを交え、時には伊能が他の先生達と対立することもありながら、田舎町の人々の風景を素朴かつ楽しく、伊能の教師として人間的に成長していく過程と共に描く。

## 映画

### 1964年版（映画）
1964年6月18日公開。主演は高橋英樹。

#### キャスト（1964年の映画）
- 伊能琢磨：高橋英樹
- 玉田艶子：十朱幸代
- 玉田金助：菅野直行
- 新太郎（芸者）：松原智恵子
- 才太郎（芸者）：関千恵子
- 清水校長：浜村純
- 田島教頭：金子信雄
- 石黒事務官：土方弘
- 野口先生：井上昭文
- 坂本先生：木島一郎
- 田口先生：桂小かん
- 矢吹先生：相原巨典
- 脇本先生：井東柳晴
- 須貝先生：相馬幸子
- 久保のり子：西原泰江
- 井上伊保子：石井トミコ
- 井上つね：田中筆子
- 井上吉蔵：山田禅二
- 木山東一郎（校医）：十朱久雄
- 木山茂代：武智豊子
- 木山安子：桜京美
- 花山大造：伊藤雄之助
- 高山すえ：清川玉枝

#### スタッフ（1964年の映画）
- 原作：石坂洋次郎
- 監督：西河克己
- 脚本：野上龍雄
- 企画：高木雅行
- 撮影：高村倉太郎
- 美術：佐谷晃能
- 音楽：池田正義
- 録音：福島信雅
- 照明：大西美津男
- 編集：鈴木晄
- スチール：坂東正男
- 製作・配給：日活

### 1966年版（映画）
1966年3月16日公開。主演は加山雄三。

#### キャスト（1966年の映画）
- 伊能琢磨：加山雄三
- 新太郎：星由里子
- 才太郎：池内淳子
- 玉田艶子：沢井桂子
- 山中圭子：原恵子
- 井上伊保子：稲野和子
- 野口長太郎：渥美清
- 清水校長：東野英治郎
- 田島教頭：山茶花究
- 石黒清一郎：沢村いき雄
- 坂本先生：久保明
- 小川先生：矢野潤子
- 木山東一郎：浜村純
- 井上吉蔵：遠藤辰雄
- 井上つね：赤木春恵
- 玉田金助：二瓶康一
- とめ：初音礼子
- 高山すえ：吉川雅恵
- 小使：左卜全
- 花山会長：田崎潤

#### スタッフ（1966年の映画）
- 原作：石坂洋次郎
- 監督：佐伯幸三
- 脚本：井手俊郎
- 製作：藤本真澄、金子正且
- 撮影：村井博
- 美術：松山崇
- 音楽：山本直純
- 録音：鴛海晄次
- 照明：下村一夫
- 編集：庵原周一
- スチール：池上恭介
- 製作・配給：東宝

#### 同時上映（1966年の映画）
『日本一のゴリガン男』
- 脚本：笠原良三／監督：古澤憲吾／主演：植木等
- 『日本一』シリーズ第4作。

### 1967年版 （『続・何処へ』）
『続・何処へ』を参照。

## テレビドラマ

### 1960年版（テレビドラマ）
1960年8月21日に、フジテレビの『百万人の劇場』（日曜22:00 - 22:45）の枠で単発放送。

#### キャスト（1960年のテレビドラマ）
- 伊能琢磨：宇津井健
- 北沢典子
ほか

#### スタッフ（1960年のテレビドラマ）
- 原作：石坂洋次郎
- 制作：フジテレビ

| フジテレビ 百万人の劇場 | フジテレビ 百万人の劇場          | フジテレビ 百万人の劇場 |
| 前番組                  | 番組名                           | 次番組                  |
| ----------------------- | -------------------------------- | ----------------------- |
| おはん （1960.8.14）    | 何処へ（1960年版） （1960.8.21） | 蛍 （1960.8.28）        |

### 1964年版（テレビドラマ）
1964年1月18日に、日本テレビの『日産スター劇場』（土曜日21:30 - 22:30）の枠で単発放送。

#### キャスト（1964年のテレビドラマ）
- 伊能琢磨：長門裕之
- 才太郎：扇千景
- 田島教頭：金子信雄
- 清水校長：浮田左武郎
- 野口長太郎：千秋実
- 石黒清一郎：堺左千夫
- 玉田艶子：岩崎加根子
- 新子：二階堂有希子
ほか

#### スタッフ（1964年のテレビドラマ）
- 原作：石坂洋次郎
- 脚本：下飯坂菊馬
- 演出：池田善人
- 音楽：塚原晢夫
- 制作：日本テレビ

| 日本テレビ 日産スター劇場    | 日本テレビ 日産スター劇場        | 日本テレビ 日産スター劇場    |
| 前番組                       | 番組名                           | 次番組                       |
| ---------------------------- | -------------------------------- | ---------------------------- |
| ツキが変わった （1964.1.11） | 何処へ（1964年版） （1964.1.18） | 虹を掴む娘たち （1964.1.25） |

### 1966年版（テレビドラマ）
日本テレビの月曜20時枠の時間帯で、1966年11月14日から1967年2月6日まで放送された。全13回。放映形式はモノクロ16mmフィルム。
石坂洋次郎原作のシリーズの第5弾として放送。提供は明治乳業(現・明治)一社。

#### キャスト（1966年のテレビドラマ）
- 伊能琢磨：勝呂誉
- 才太郎：朝丘雪路
- 新太郎：中村晃子
- 井上伊保子：小畠絹子
- 春野先生：長内美那子
- 亀井光代
- 香山美子
- 清水校長：三井弘次
- 校長（清水の後任）：北林谷栄
- 田島教頭：穂積隆信
- 木山東一郎：多々良純
- 木山静子：清川玉枝
- 石黒清一郎：大泉滉
- 山田太郎
- 賀原夏子
- 有川由紀
- 瀬良明
- 志賀真津子
- 沢村幸江
- 高津住男
- 天草四郎
- 三吉恵子
- うえずみのる
- 岡田由紀子
- 中村是好
- 寺田農

ほか

#### スタッフ（1966年のテレビドラマ）
- 原作：石坂洋次郎
- プロデューサー：白石吉之助、安田暉
- 脚本：柳井隆雄、石田守良、富田義朗
- 監督：番匠義彰、生駒千里
- 助監督：岩城其美夫 ほか
- 音楽：牧野由多可
- 主題歌：「何処へ」
  - 作詞・作曲：万里村ゆき子
  - 歌：ジャッキー吉川とブルーコメッツ （CBS/コロムビアレコード）
- 挿入歌：「青い瞳」(日本語)(第13話のみ)
  - 作詞：橋本淳、作曲：井上忠夫
  - 歌：ジャッキー吉川とブルー・コメッツ(CBS/コロムビアレコード)
- 制作進行：大塚尚史
- 制作主任：岸本公夫
- 撮影：森田俊保
- 編集：池田禅
- 照明：青本辰夫
- 現像：東洋現像所
- 美術：出川三男
- 衣裳：松竹衣裳
- 衣裳協力：山口源
- 記録：福島マリ
- 制作：松竹、日本テレビ

#### 放映リスト（1966年のテレビドラマ）
| 回数 | 放送日         | サブタイトル          | 脚本              | 監督     | ゲスト                                                                                      |
| ---- | -------------- | --------------------- | ----------------- | -------- | ------------------------------------------------------------------------------------------- |
| 1    | 1966年11月14日 | 花咲く町へ            | 柳井隆雄          | 番匠義彰 |                                                                                             |
| 2    | 11月21日       | かっこう鳥は恋し      | 柳井隆雄          | 番匠義彰 |                                                                                             |
| 3    | 11月28日       | 青い実赤い実          |                   | 番匠義彰 |                                                                                             |
| 4    | 12月5日        | お見合いはつらい      | 富田義朗          | 番匠義彰 |                                                                                             |
| 5    | 12月12日       | どじょっこ、ふなっこ! | 富田義朗          | 番匠義彰 | 珠めぐみ、小林博、遠山文雄、高橋憲三、 水木涼子、高味秀子、辻哲夫                           |
| 6    | 12月19日       | 困ったラブレター      | 富田義朗          | 番匠義彰 | 上田吉二郎                                                                                  |
| 7    | 12月26日       | 甘い水・苦い水        | 富田義朗          | 番匠義彰 | 高橋とよ、若宮忠三郎、水上令子、江間光括、 村上記代、根岸一正、伊藤純男                     |
| 8    | 1967年1月2日   | 母さんの贈りもの      | 富田義朗          | 番匠義彰 |                                                                                             |
| 9    | 1月9日         | 春風立ちぬ            | 柳井隆雄          | 番匠義彰 | 長谷川明男                                                                                  |
| 10   | 1月16日        | 友情とスキヤキ        | 柳井隆雄          | 生駒千里 | 梓英子                                                                                      |
| 11   | 1月23日        | 大きなおみやげ        | 柳井隆雄          | 生駒千里 | 海野かつを                                                                                  |
| 12   | 1月30日        | あゝ、血は燃えている  | 柳井隆雄          | 番匠義彰 | 工藤堅太郎                                                                                  |
| 13   | 2月6日         | アレ、どこへ          | 柳井隆雄 石田守良 | 番匠義彰 | ジャッキー吉川とブルーコメッツ、川口知子、浦辺粂子、 柳沢真一、三谷幸子、大牧護良、徳光和夫 |

| 日本テレビ系 月曜20時枠 | 日本テレビ系 月曜20時枠 | 日本テレビ系 月曜20時枠 |
| 前番組                  | 番組名                  | 次番組                  |
| ----------------------- | ----------------------- | ----------------------- |
| 雨の中に消えて          | 何処へ                  | あいつと私              |

### 1973年版（テレビドラマ）
NHK総合テレビジョンの『銀河テレビ小説』（月曜日 - 金曜日 22:00 - 22:15）の時間帯で、1973年9月10日から同年10月5日まで放送された。全20回。

#### キャスト（1973年のテレビドラマ）
- 伊能琢磨：津坂匡章
- 才太郎：水野久美
- 井上伊保子：吉田日出子
- 石黒清一郎：桜井センリ
- 山谷初男
- 中原ひとみ
- 桑山正一
- 宮本真理子
- 金田龍之介
- 弘世東作
- 田渕岩夫
- 語り手：E・H・エリック

ほか

#### スタッフ（1973年のテレビドラマ）
- 原作：石坂洋次郎
- 脚本：北村篤子
- 演出：江口浩之、小林平八郎
- 音楽：田中正史
- タイトルバック画：谷内六郎
- 制作：NHK大阪

| NHK 銀河テレビ小説                      | NHK 銀河テレビ小説               | NHK 銀河テレビ小説                 |
| 前番組                                  | 番組名                           | 次番組                             |
| --------------------------------------- | -------------------------------- | ---------------------------------- |
| 天気晴朗なれど （1973.7.30 - 1973.9.7） | 何処へ （1973.9.10 - 1973.10.5） | 宗方姉妹 （1973.10.8 - 1973.11.2） |

## 注
1. ↑  ちなみに劇中では「ブルー・スターズ」というグループ名で登場していた。